# Turelă
O turelă este un dispozitiv care protejează echipajul sau mecanismul de tragere al unei piese de artilerie și care, în același timp, permite ochirea și descărcarea armei în mai multe direcții. Turela se poate roti în jurul unui ax, fiind montată pe o platformă rotativă. 
Turelele pot fi dotate cu una sau mai multe mitraliere, cu tunuri automate, cu tunuri de calibru mare sau cu lansatoare de rachete. Ele pot fi deservite de un echipaj sau controlate de la distanță, fiind adesea blindate.

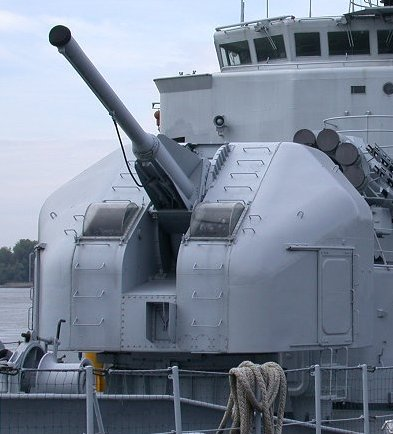
Turelă montată pe o navă de luptă, dotată cu un tun automat
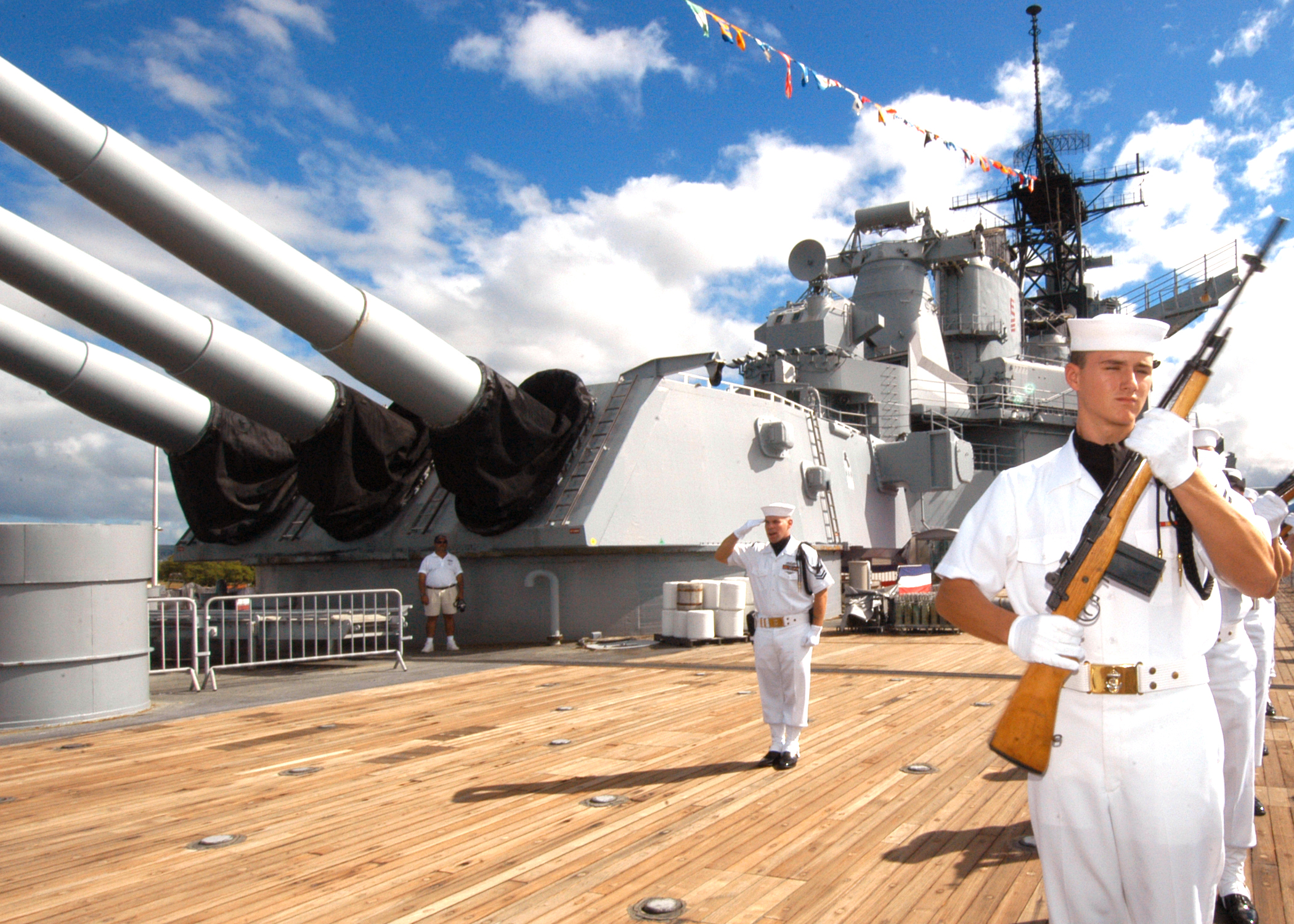
Turelă pe puntea cuirasatului american USS Missouri
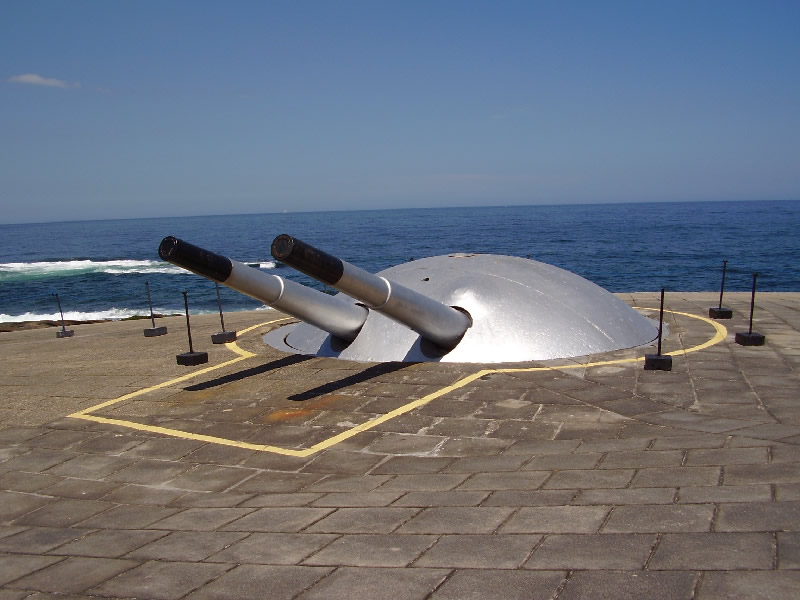
Baterie de coastă (calibru 190mm) protejată de o turelă
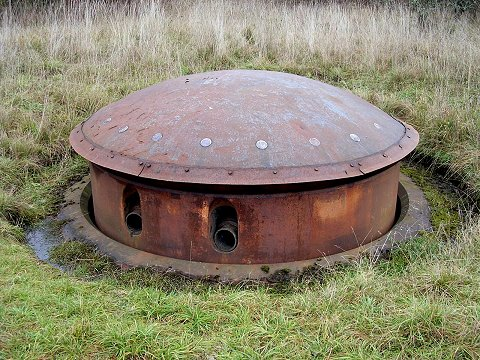
Turelă retractabilă terestră (Linia Maginot, Franța)
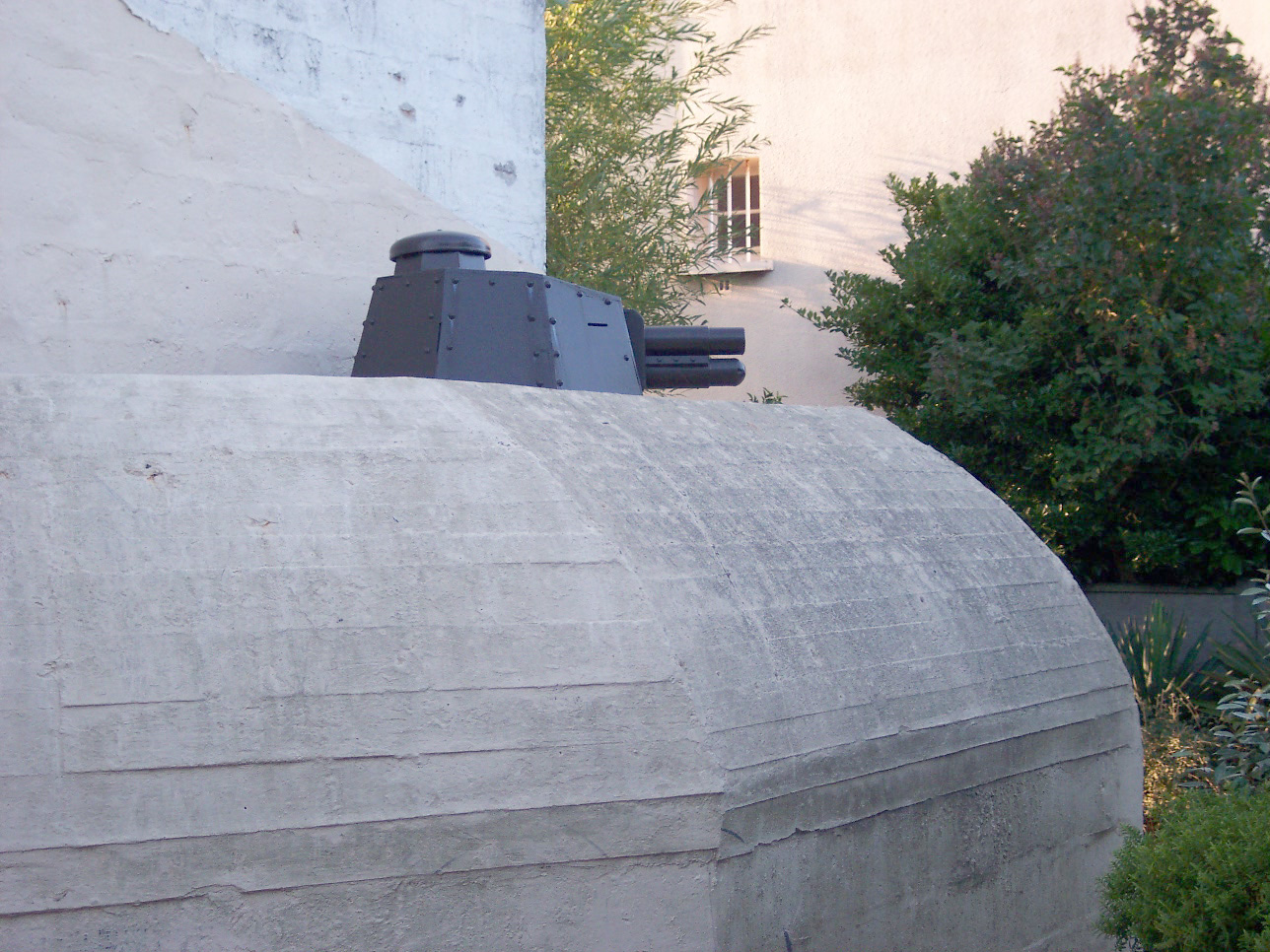
Turelă de tanc montată pe o fortificație terestră
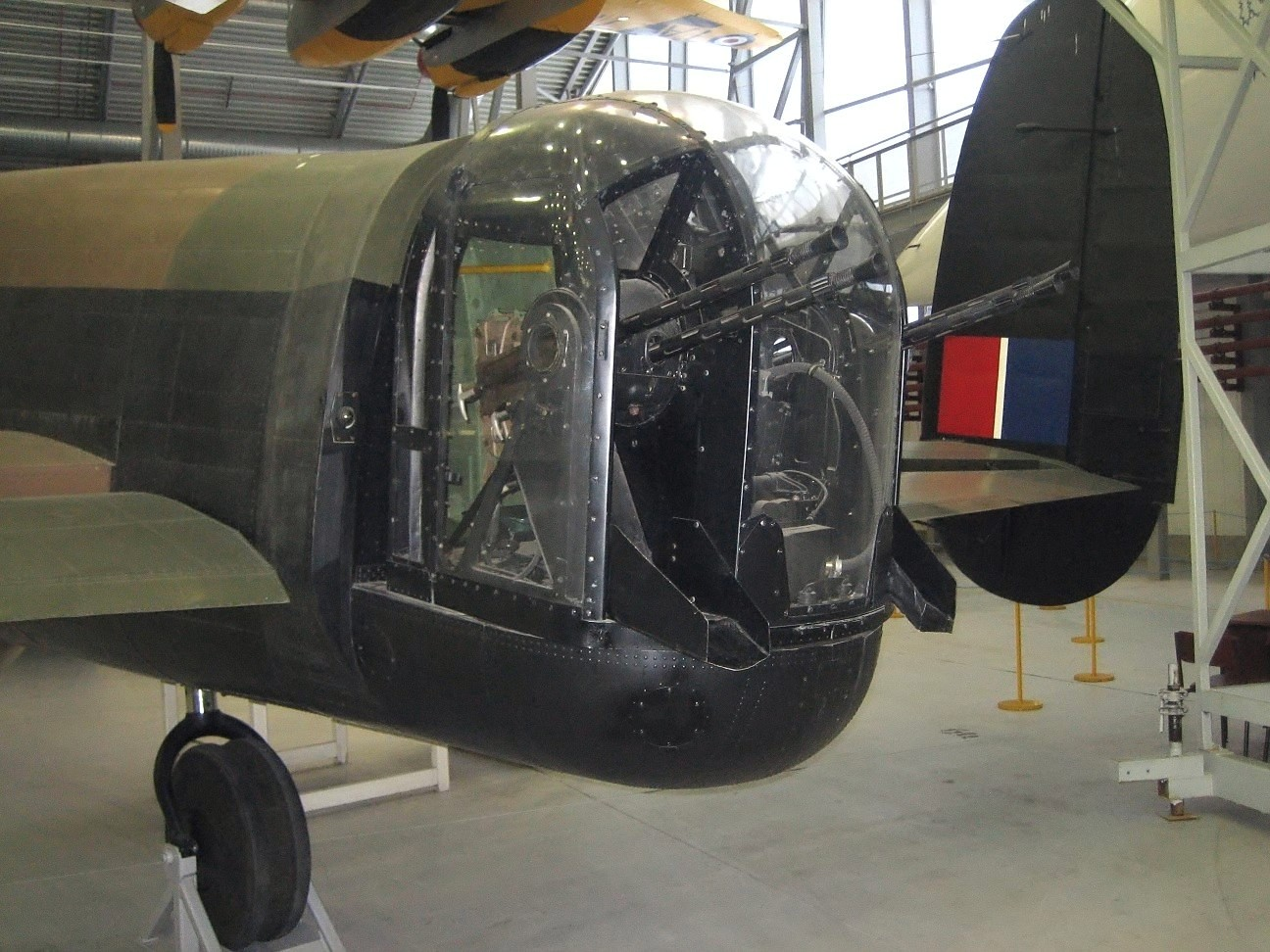
Turela dorsală a avionului de fabricație britanică Avro Lancaster
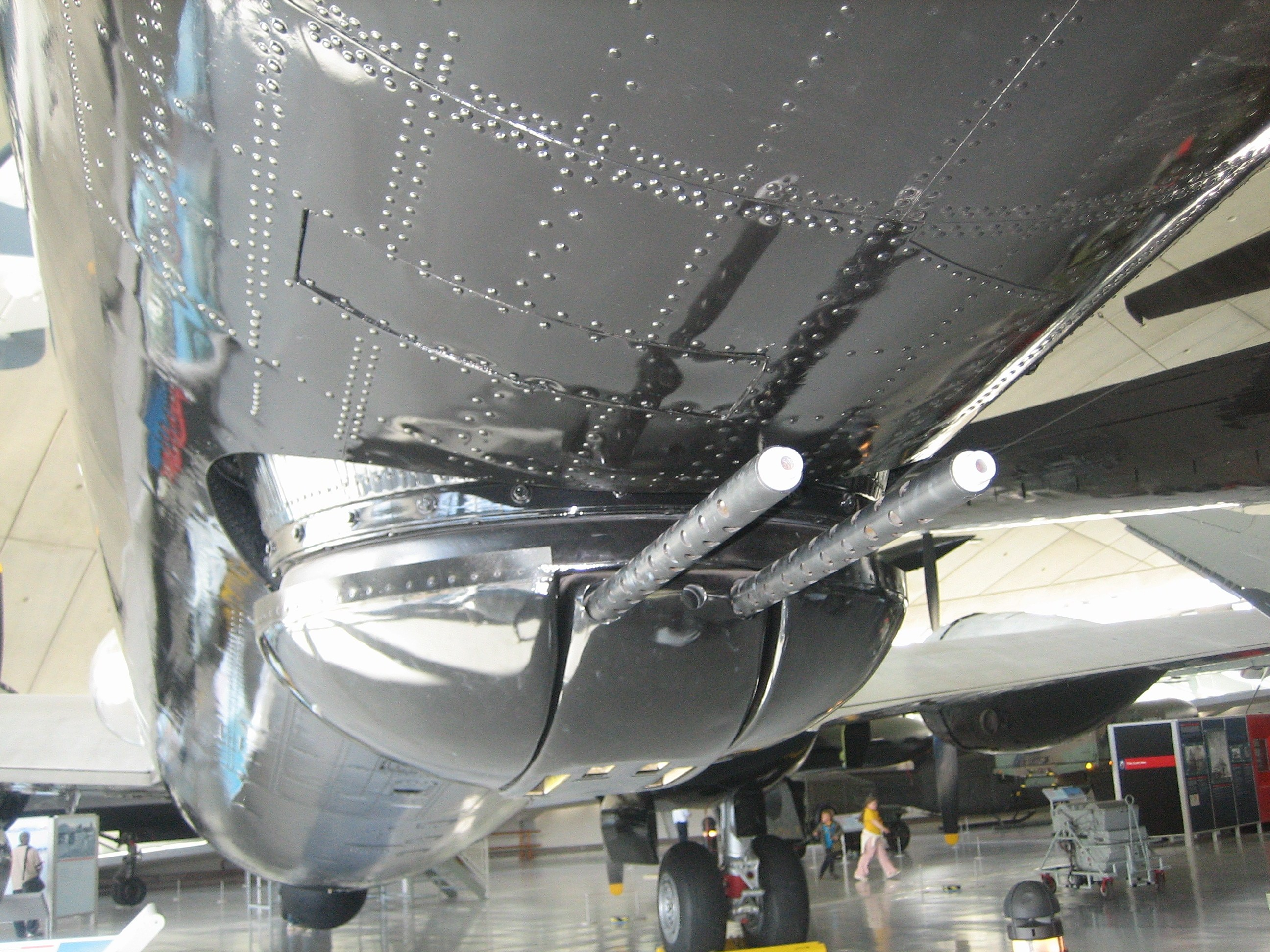
Turela ventrală a avionului de fabricație americană B-29
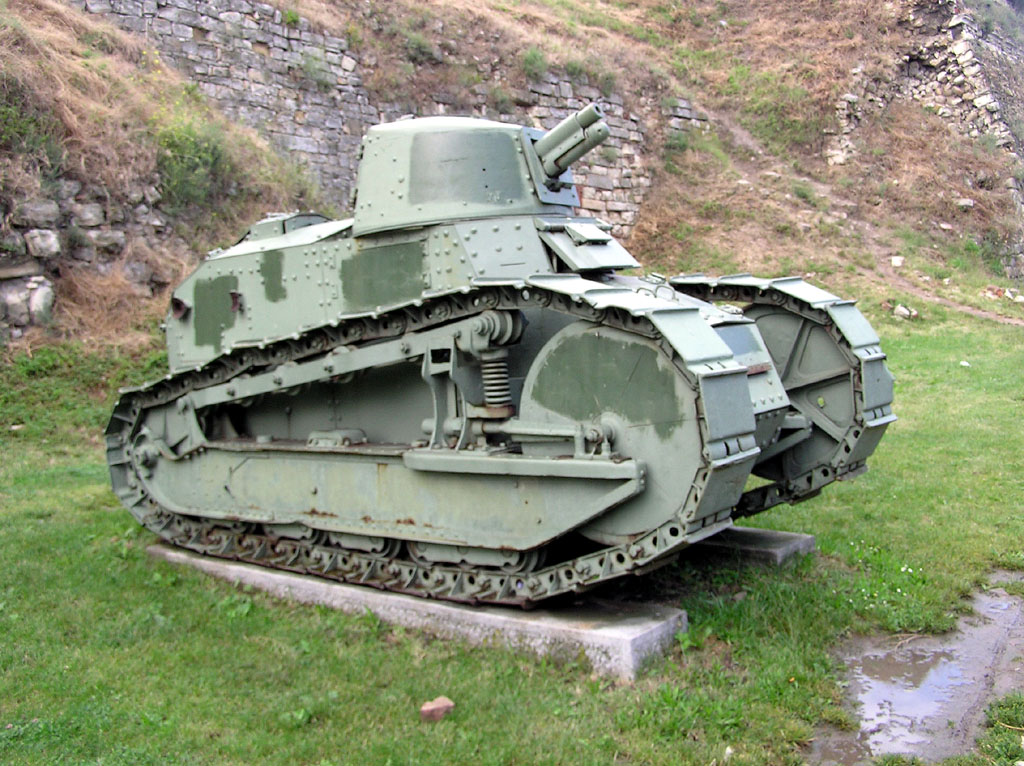
Renault FT-17 a fost primul tanc cu o turelă care se putea roti 360°
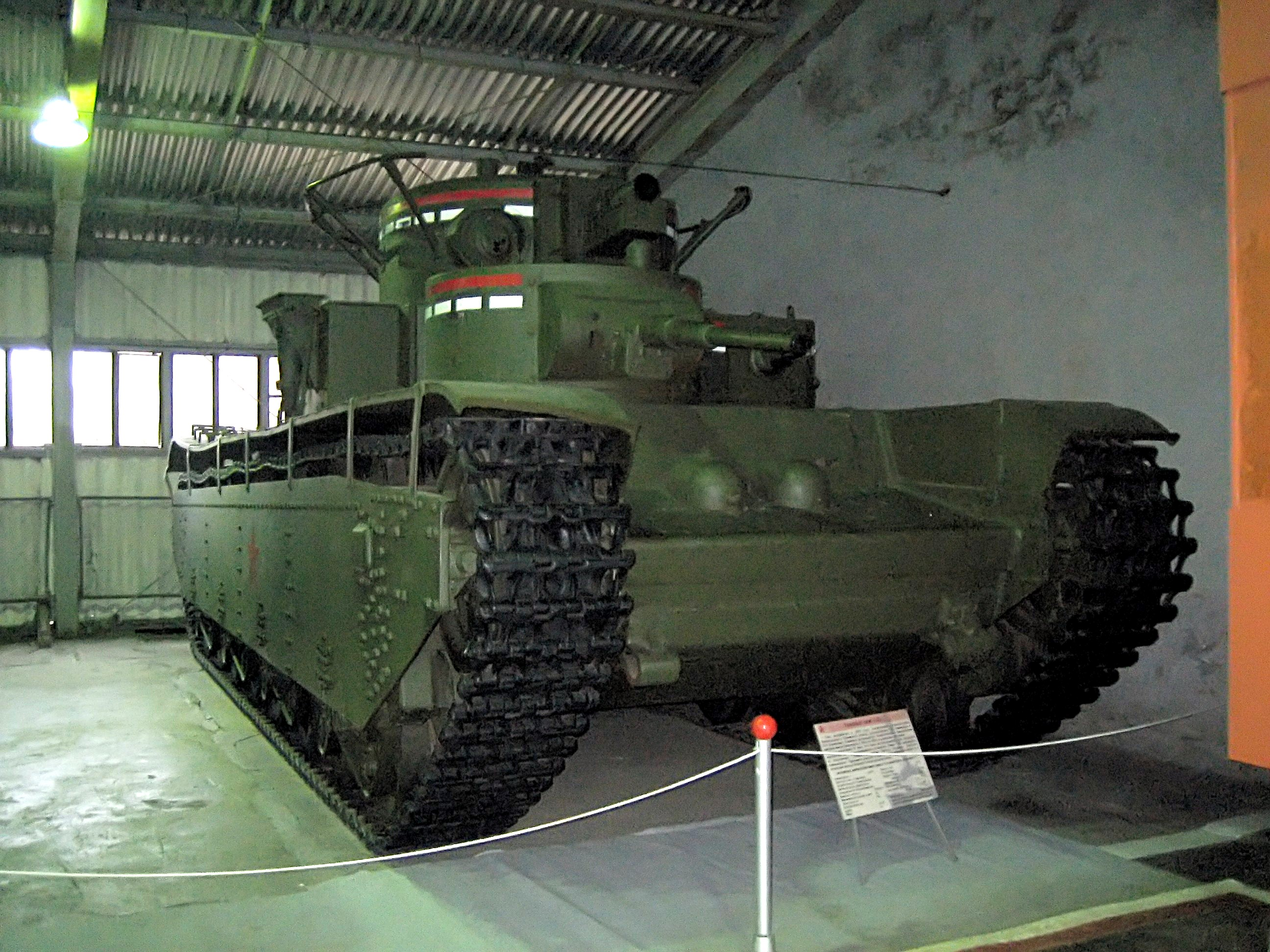
Tancul greu sovietic T-35 avea cinci turele în total
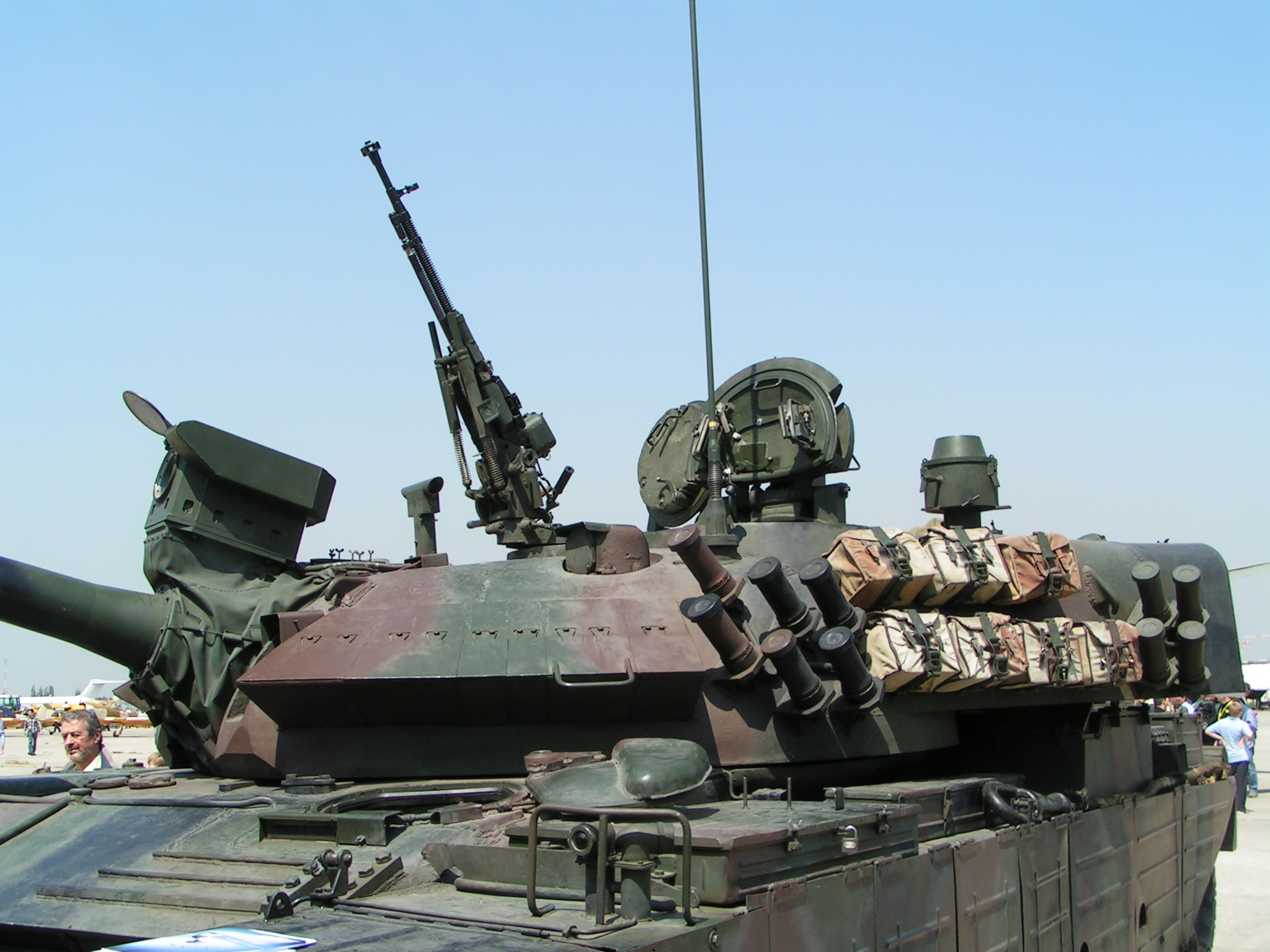
Turela tancului românesc TR-85M1, dotat cu un tun calibru 100 mm cu țeavă ghintuită
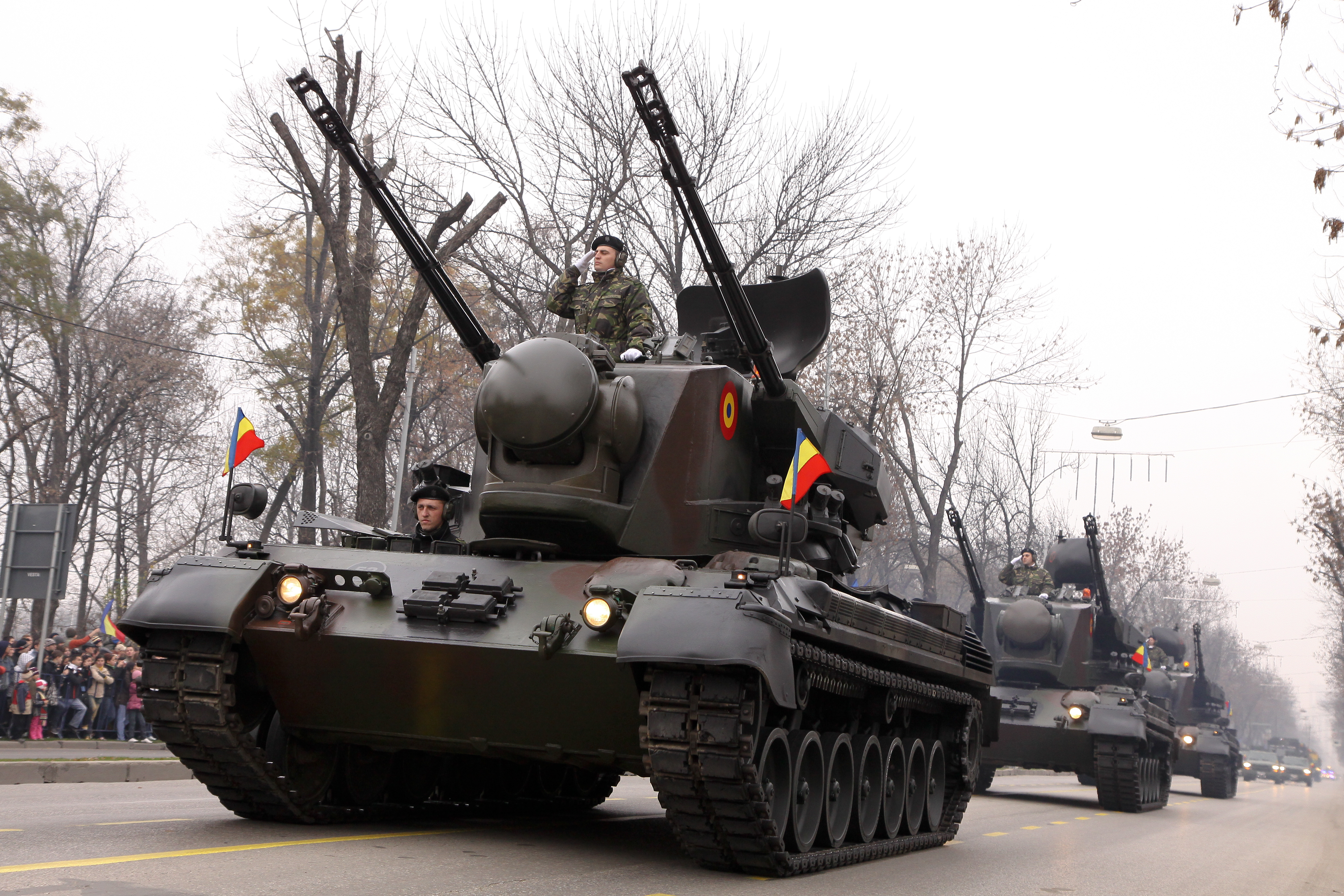
Turela antiaeriană a vehiculului blindat Ghepard, echipat cu două tunuri automate Oerlikon calibru 35 mm